# Stazione di Ferno-Lonate Pozzolo
Stazione di Ferno-Lonate Pozzolo vasútállomás Olaszországban, Lombardia régióban, Ferno településen.

## Vasútvonalak
Az állomást az alábbi vasútvonalak érintik:
- Busto Arsizio–Malpensa Aeroporto-vasútvonal

## Kapcsolódó állomások
A vasútállomáshoz az alábbi állomások vannak a legközelebb:
- Stazione di Malpensa T1 (Malpensa T2 railway station, S50)
- Stazione di Busto Arsizio Nord (Airolo vasútállomás, S50)